# Lobogeniates laticosta
Lobogeniates laticosta är en skalbaggsart som beskrevs av Ohaus 1917. Lobogeniates laticosta ingår i släktet Lobogeniates och familjen Rutelidae. Inga underarter finns listade i Catalogue of Life.